# Side-Kick

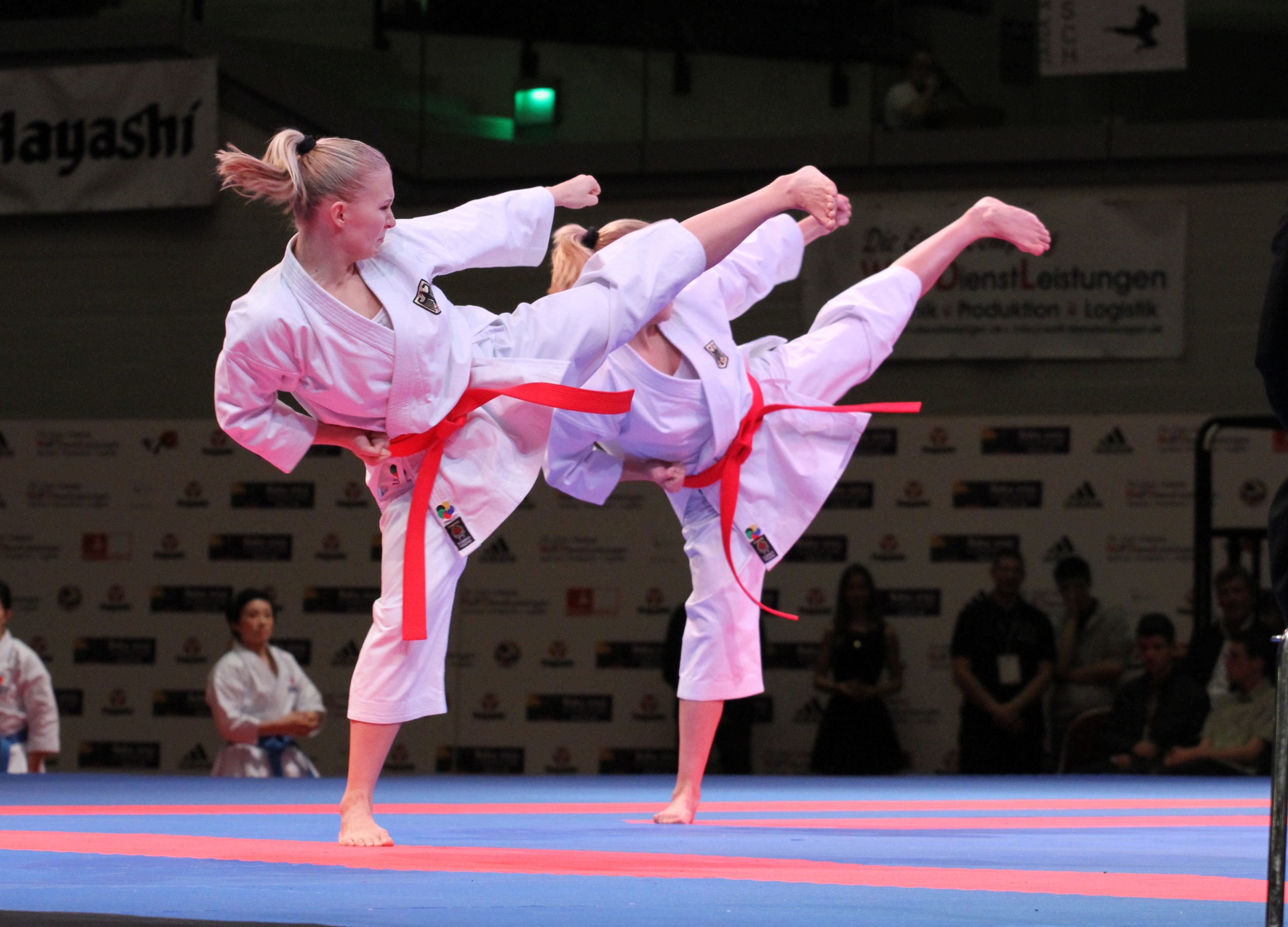
Weltmeistermannschaft 2014 Kata Damen

Der Side-Kick (jap. 横蹴り, yoko geri, kor. yeop chagi) ist eine Beintechnik, die man aus Kampfkünsten wie Karate, Taekwondo oder Kickboxen kennt. Im Vergleich zum Roundhouse-Kick muss der Körper schon vor der Ausführung des Kicks seitlich zum Gegner eingedreht werden, da es sich um einen Seitwärts-Stoßtritt handelt. Für ein Höchstmaß an Energieübertragung trifft der Side-Kick mit der Ferse (jap. sokumen kakato geri) auf, da die Ferse in der Endphase des Kicks in einer Linie mit dem Körper steht und somit der optimale Energieaustrittspunkt aus Technik, Kraft und Geschwindigkeit ist. Man kann den Side-Kick in verschiedenen Varianten ausführen.

## Varianten

### Side-Kick mit dem hinteren Bein (jap.ushiro ashi yoko geri)
Während der seitlichen Eindrehung des Körpers zieht man das Knie des hinteren Beins hoch, sodass das Knie fast 90 Grad seitlich vom Gegner weg zeigt. Dann streckt man das Bein kraftvoll zum Gegner hin und beugt den Oberkörper leicht in die entgegengesetzte Richtung.

### Side-Kick mit dem vorderen Bein (jap.mae ashi yoko geri)
Wird wie der Side-Kick mit dem hinteren Bein ausgeführt, nur dass man hier mit dem vorderen Bein tritt und dadurch die Eindrehphase wesentlich verkürzt. Das erlaubt auf der einen Seite eine schnellere Ausführung des gesamten Bewegungsablaufs, auf der anderen Seite ist die Beschleunigung des Kicks kleiner, wodurch weniger Energie übertragen wird.

### Jumping Side-Kick
Ähnlich dem Side-Kick mit dem vorderen Bein. Hier geht dem Kick aber ein eingesprungener Übersetzschritt voraus, um eine größere Distanz zum Gegner zu überbrücken. Diese Variante erlaubt aufgrund des eingesprungenen Übersetzschrittes eine große Energieübertragung, da man hier die gesamte Körpermasse über einen weiteren Weg beschleunigt.

### Flying Side-Kick
Der Flying Side-Kick (jap. yoko tobi geri) ist ein Side-Kick mit seitlicher Eindrehung des hinteren Beins während einer Anlaufphase mit anschließendem Absprung und Streckung des Beins. Der Großteil der Energieübertragung erfolgt über die beschleunigte Körpermasse durch Anlauf und Absprung. Das passive Bein wird hierbei meist zum Schutz angewinkelt.

### Spinning Side-Kick
Auch Spinning Back-Kick genannt. Hier dreht man sich zunächst um 180 Grad, zieht das Bein während der Drehung an und stößt mit Blick über die eigene Schulter das angezogene Bein in Richtung des Gegners. Die Bewegung ähnelt einem Pferdetritt. Nach der Ausführung des Kicks dreht man sich weiter und setzt das zurückgezogene Kickbein vorne ab, sodass man nach dem gesamten Bewegungsablauf wieder gerade vor dem Gegner steht und letztendlich eine 360-Grad-Drehung durchgeführt hat. Steht bei der Kampfstellung das rechte Bein hinten, dreht man sich im Uhrzeigersinn. Steht das linke Bein hinten, dreht man sich gegen den Uhrzeigersinn.

### Weitere Varianten
- mit dem Fußballen: jap. sokumen koshi geri
- mit der Fußsohle: sokumen sokutei geri
- Schneidetritt mit der Fußkante: sokuto fumikiri
- Stampftritt mit der Fußkante: sokuto fumikomi
- mit der Fußkante nach außen geschnappt: sokuto keage
- mit der Fußkante nach außen gestoßen: sokuto kekomi